# Beata Maliušicka
Beata Maliušicka (* 14. Februar 1974 in Vilnius) ist eine litauische Politikerin polnischer Herkunft, seit September 2019 Vizeministerin des Innenministeriums von Litauen.

## Leben
Nach dem Abitur an der Mittelschule absolvierte Beata Maliušicka von 1991 bis 1995 das Bachelorstudium und von 1995 bis 1997 das Masterstudium der Business Administration an der Universität Vilnius in der litauischen Hauptstadt Vilnius. Von 1997 bis 2001 arbeitete sie bei UAB Maxima als Direktorin eines Supermarkets und von 2001 bis 2006 als Einkaufspezialistin bei Rimi Baltic Group. 
Von 2006 bis 2008 war Maliušicka Beraterin des Ministers am Wirtschaftsministerium Litauens.
Von 2009 bis 2017 leitete sie die Unterabteilung Ökonomie und Vermögen und von 2017 bis 2019 war sie 	stellvertretende Direktorin  der Verwaltung der Rajongemeinde Vilnius. Seit dem 26. September 2019 ist Beata Maliušicka Vizeministerin und Stellvertreterin der Innenministerin Rita Tamašunienė im Kabinett Skvernelis.
Beata Maliušicka spricht englisch, russisch und polnisch.
Sie gehört den Polen in Litauen an und ist Mitglied der Partei Lietuvos lenkų rinkimų akcija, LLRA.

## Familie
Beata Maliušicka ist verheiratet. Mit ihrem Mann Arturas hat sie einen Sohn.